# Eroe di guerra
(Orazio, Odi, III, 2, 13)

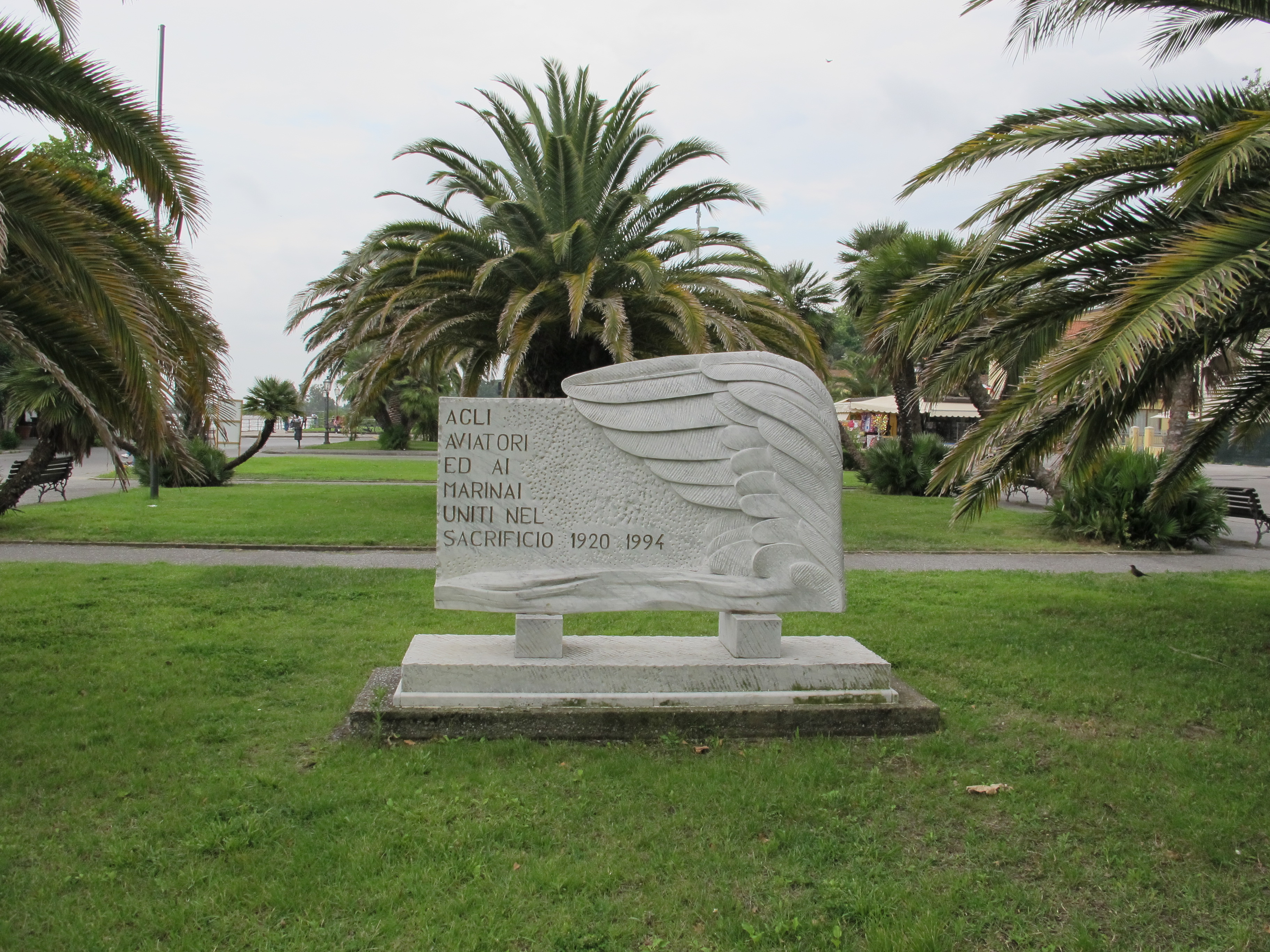
Il monumento agli eroi a Torre del Lago Puccini (LU).

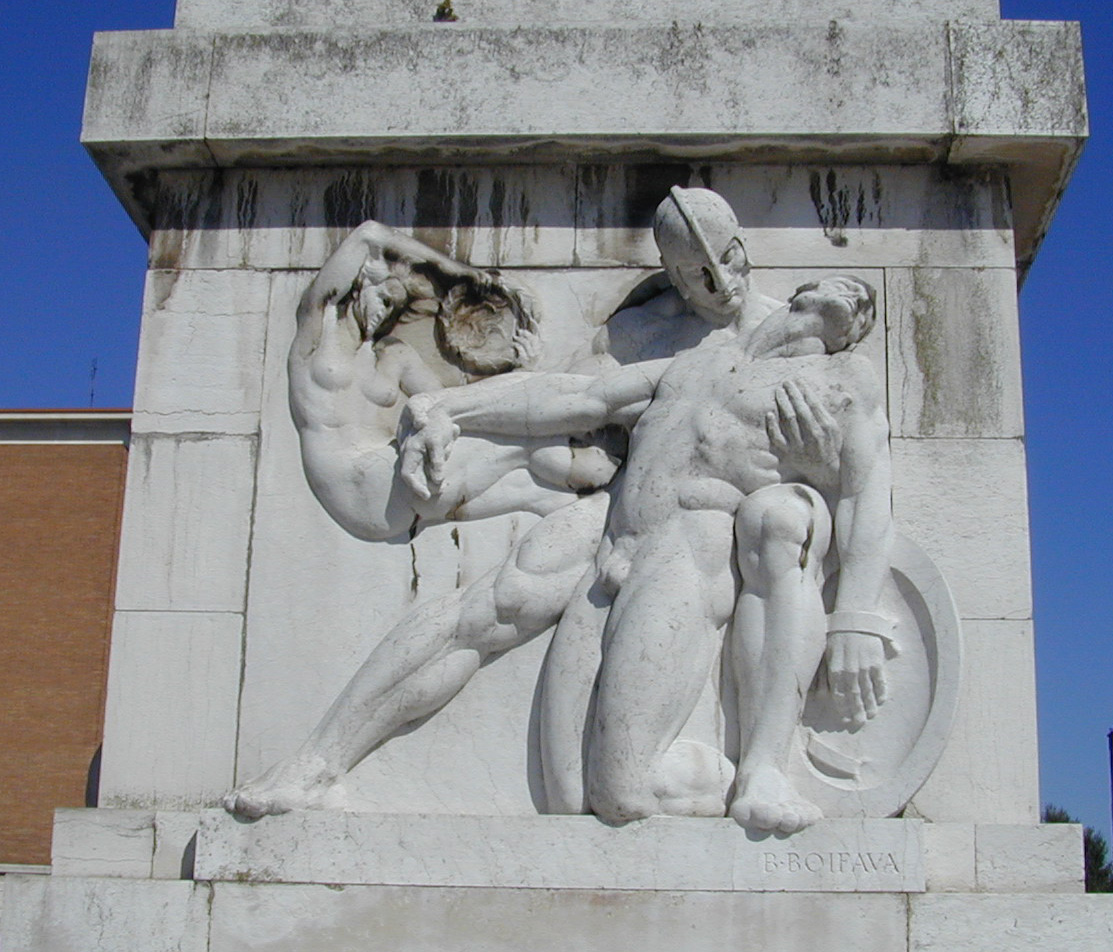
Bassorilievo di Bernardino Boifava dal Monumento ai Caduti La vita degli Eroi di piazza della Vittoria di Forlì, rappresentante il Sacrificio.

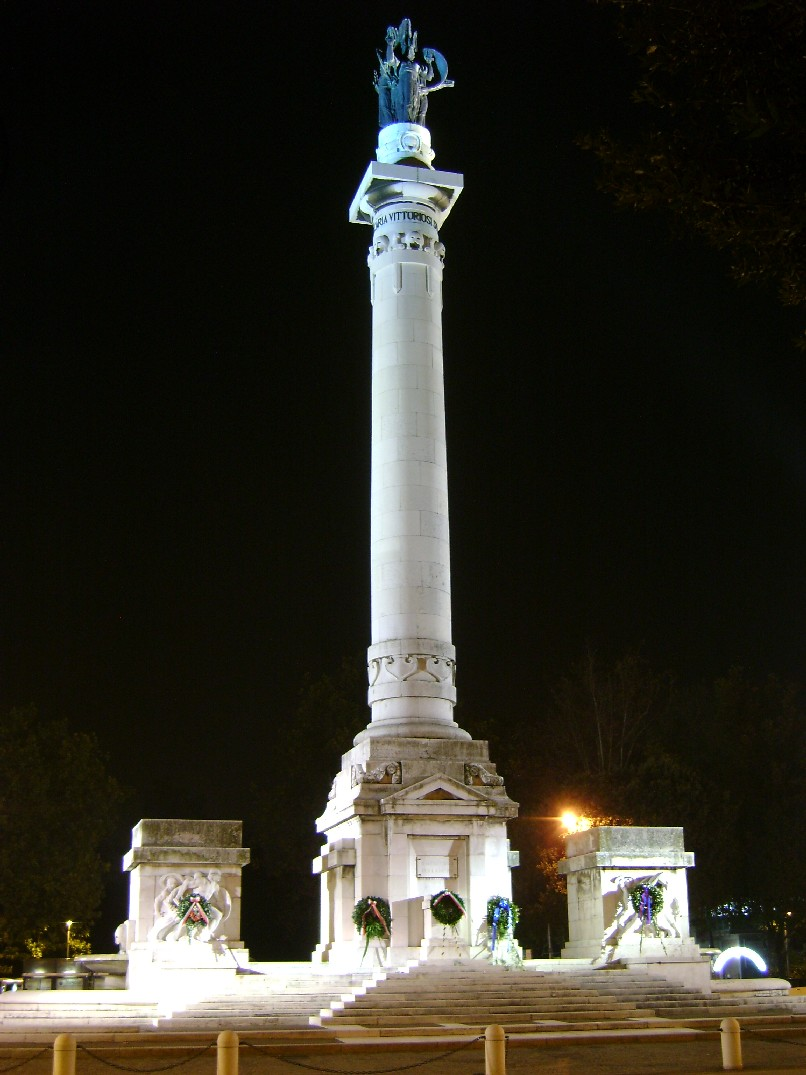
Il Monumento ai Caduti o Monumento alla Vittoria di piazza della Vittoria di Forlì, di notte

L'eroe di guerra è colui che genericamente si immola in battaglia per un bene superiore, come per la difesa della propria comunità, e a cui vengono riconosciuti ogni onore e memoria eterna, nonché enorme lustro e prestigio ai propri discendenti o al proprio casato.
L'atto che fa diventare una persona un eroe di guerra può comunque essere visto come un vero e proprio obbligo, come dovere prescritto ad ogni uomo rispettabile in possesso delle virtù, considerando quindi codardo chiunque vi si sottraesse. In tale quadro ci si aspetta che ogni uomo rispettabile fosse pronto anche al più estremo dei sacrifici per difendere la propria comunità, il proprio Paese o il proprio casato. Questo principio è stato universalmente riconosciuto almeno fino alla prima guerra mondiale dove tale figura ha sofferto una grave crisi, almeno nella società occidentale.

## Storia
Il simbolo dell'"eroe militare" o "eroe di guerra" è presente nella civiltà occidentale fin dalle sue prime manifestazioni, nel corso dei secoli questo simbolo si è poi evoluto insieme alla società occidentale, passando dagli eroi omerici a personaggi che sono valutati per un comportamento nel corso del tempo e la responsabilità verso i commilitoni più che per la singola azione. Fin dal tempo dei romani gli eroi militari erano insigniti di particolari onorificenze, questa pratica si è perpetuata fino di giorni nostri, con differenti sensibilità nelle varie società.
Oggi, anche in seguito alle convenzioni di Ginevra, specialmente la terza e la quarta hanno disciplinato il comportamento delle forze in conflitto, codificandone i comportamenti e prevedendo delle sanzioni ai trasgressori.

### Evoluzione nella storia
L'evoluzione storica della figura dell'eroe di guerra, è strettamente correlata al mutare della differenza concezione del valore della vita, intesa non solo come vita di se stessi, dei propri cari o della propria parte, ma anche quella del nemico o delle eventuali vittime civili, non direttamente coinvolte nel conflitto.
In passato veniva spesso celebrata la vittoria con veri e propri "bagni di sangue" col nemico, in quanto il numero dei nemici uccisi era direttamente proporzionale alla fama ed al valore dell'eroe. Si può dire che l'eroe si misurasse in nemici uccisi.
Oggi, non solo le già citate convenzioni dovrebbero frenare qualsiasi azione del genere, ma anche la differente cultura, che vede nella vita il bene più prezioso, giustifica per il conseguimento di un obiettivo militare l'uccisione di altri esseri umani, nei casi in cui ciò fosse funzionale ad evitare ulteriori e maggiori spargimenti di sangue. Figlia di questo ragionamento è la, per quanto inutile, politica di messa al bando delle mine antiuomo, comunque ancora infruttuosa. Tale nuova mentalità si vede soprattutto in marina e in aviazione dove lo scopo ultimo non è l'uccisione dei militari di equipaggio, bensì l'affondamento della nave oppure l'abbattimento dell'aeromobile, quindi la neutralizzazione della minaccia, il fatto che a bordo si trovino degli uomini che possono essere uccisi è solo indiretto e non è lo scopo dell'azione, anche per le ben note convenzioni che tutelano i naufraghi o i piloti abbattuti.
In tale quadro quindi, la figura dell'eroe di guerra ha perso la prospettiva di potenza, venendo quindi caratterizzata da nuove virtù militari ed umane.
Un esempio può essere l'azione svolta dal comandante Salvatore Todaro durante la seconda guerra mondiale, che corse seri rischi, in quanto sommergibilista, per salvare i naufraghi del mercantile da lui stesso affondato per ragioni militari nell'atlantico. Nonostante tale gesto, lo stesso Todaro venne duramente criticato dall'ammiraglio Karl Dönitz meritandosi l'appellativo di "Don Chischiotte del mare" per aver violato gli ordini ed aver messo a rischio l'intera operazione, il proprio sommergibile, la vita dei propri uomini, per salvare la vita a pochi marinai nemici.

### Epoca antica
La tradizione classica ci ha lasciato le importanti figure degli eroi omerici, rappresentati in poemi come l'Iliade e l'Odissea. Secondo tale letteratura, l'eroe acquisisce una natura superiore a quella umana, assumendo spesso i caratteri della semidivinità, come accade per Achille.
In tale periodo la figura dell'eroe di guerra può essere distinta per due caratteristiche: la forza bruta e la potenza in battaglia, come accade per Achille e Aiace (Sofocle) o per l'astuzia e l'ingegno, cui Ulisse ne rappresenta l'archetipo.